# Port de Nagoya
Le port de Nagoya est situé à Nagoya au Japon. Il possède un trafic annuel de 165 millions de tonnes de marchandises[Quand ?]

## Commerce
Le centre commercial Italia Mura a été ouvert en 2005 et a fermé en 2008.